# Paralithodes
Paralithodes es un género de cangrejos del Pacífico Norte del orden de los decápodos, conocidos comúnmente como cangrejos gigantes. Algunas de sus especies han sido reintroducida en otras áeas del Atlántico Norte, por su valor comercial.
El cangrejo real rojo (P. camtschaticus) y el azul (P. platypus) son algunas de las pesquerías más importantes de Alaska. Las poblaciones han fluctuado y el gobierno llegó a clausurar los permisos de pesca debido a la merma.  Las dos especies son similares en tamaño, forma y desarrollo vital.  El hábitat es el principal factor que separa el área de distribución de los cangrejos reales azules y rojos en el mar de Bering.  Los cangrejos rojos prefieren los hábitats poco profundos, fangosos o arenosos de la Bahía de Bristol y el Estrecho de Norton, mientras que los cangrejos azules prefieren las zonas más profundas formadas por guijarros, grava y roca que se encuentran alrededor de las islas Pribilof, San Mateo, San Lorenzo y Diomede.
Los cangrejos rojos tienen un ciclo de cría de 11 meses en su primer año de reproducción y un ciclo de 12 meses a partir de entonces. Tanto los cangrejos rojos como los azules tienen larvas planctotróficas que pasan por 4 fases zoeales en la columna de agua y una fase intermedia glaucotrópica que no se alimenta y que busca un hábitat apropiado en el fondo marino.

## Especies
Incluye las siguientes especies:
|  | - Paralithodes brevipes (H. Milne-Edwards & Lucas, 1841) - cangrejo real marrón. |
|  | - Paralithodes californiensis (Benedict, 1895) – cangrejo gigante californiano.  |
|  | - Paralithodes camtschaticus (Tilesius, 1815) – cangrejo gigante rojo.           |
|  | - Paralithodes platypus (Brandt, 1850) – cangrejo gigante azul.                  |
|  | - Paralithodes rathbuni (Benedict, 1895) - cangrejo gigante espinoso.            |